# Carl Anton Ewald
Carl Anton Emil Ewald, född 30 oktober 1845 i Berlin, död 20 september 1915,  var en tysk läkare; bror till Ernst Julius Richard Ewald. 
Ewald blev 1870 medicine doktor, 1874 docent, 1882 extra ordinarie professor samt 1909 honorärprofessor vid Berlins universitet. Hans arbeten hänför sig väsentligen till läran om sjukdomar i andnings- och matsmältningsorganen. Hit hör jämte en mängd smärre avhandlingar föreläsningar över Die Lehre von der Verdauung (1880) och Lehrbuch der Magenkrankheiten. Därjämte utgav han en Arzneiverordnungslehre (1883) samt redigerade sedan 1882 under 25 års tid "Berliner klinische Wochenschrift". Han var ledamot av Vetenskaps- och vitterhetssamhället i Göteborg (1910).